# Боговское
Боговское — село в Антроповском муниципальном районе Костромской области. Входит в состав Котельниковского сельского поселения

## География
Находится в центральной части Костромской области на расстоянии приблизительно 44 км на юг по прямой от поселка Антропово, административного центра района на левом берегу реки Кусь.

## История
Упоминается с 1629 года, когда здесь была построена деревянная Николаевская церковь, а в 1817 году на ее месте возведена каменная двухэтажная Владимирская церковь. В XIX — начале XX века село относилась к Макарьевскому уезду Костромской губернии. В 1872 году здесь было учтено 13 дворов, в 1907 году —23.

## Достопримечательности
Церковь Иконы Божией Матери Владимирская.

## Население
Постоянное население составляло 78 человек (1872 год), 99 (1897), 94 (1907), 22 в 2002 году (русские 91 %), 9 в 2022.